# 中国科学院软件研究所
中国科学院软件研究所（英語：Institute of Software, Chinese Academy of Sciences，縮寫为ISCAS；以下简称“软件所”）是中国科学院设立的研究所之一，成立于1985年3月1日，是一个以计算机科学理论和应用研究为基础、以计算机软件研究开发和高新技术的产业建设为主导的综合性基地型研究所。
软件所有基础软件与系统全国重点实验室和基础软件国家工程研究中心等研究部门。软件所主办的学术刊物有《软件学报》、《中文信息学报》和《计算机系统应用》。

## 组织结构
软件所本部现址为中国北京市海淀区中关村南四街4号，同时设有无锡分部、重庆分部、哈尔滨分部、广州分部（广州中国科学院软件应用技术研究所）、青岛分部和贵阳分部。软件所设总体部、软件基础研究部、软件高技术研究部、软件应用研究部和软件发展研究部5个研究部。

## 研究领域
软件所的领域主要为计算机科学与软件理论，基础软件技术与系统，互联网信息处理的理论、方法与技术以及综合信息系统技术。

## 历史沿革
中国科学院软件研究所成立于1985年3月，前身是中国科学院计算技术研究所的软件研究室；1995年原中国科学院计算中心计算机应用部分并入软件所；2003年1月，软件园区综合管理服务中心整建制划归软件所管理；2012年7月，信息安全国家重点实验室划归中国科学院信息工程研究所。

## 科研成果
建所以后，特别是进入中国科学院知识创新试点工程以后，软件所在计算机科学和软件领域获院、部级以上成果奖23项（全部为第一完成单位），其中包括国家自然科学奖一等奖1项、二等奖2项、三等奖1项；国家科技进步奖二等奖4项、三等奖2项。自国家自然科学奖设立至今，计算机领域唯一的1项一等奖和5项二等奖中的2项，都出在软件所。

### 操作系统
2014年1月15日，软件所与「联彤」（全稱：上海联彤网络通讯技术有限公司）联合发布了具有中國自主知识产权的「中國操作系统」（英語：China Operating System）。

## 现任领导
- 所长：赵琛
- 党委书记：操云甫
- 党委副书记：李衡
- 纪委书记：李衡
- 副所长：操云甫、钟华、武延军
- 学术副所长：应明生
- 总工程师：赵琛
- 所长特别助理：谢京红、李彩丽
- 总会计师：陈柳惠
- 副总工程师：王青、胡晓惠、田丰、张振峰